# Julie Lescaut

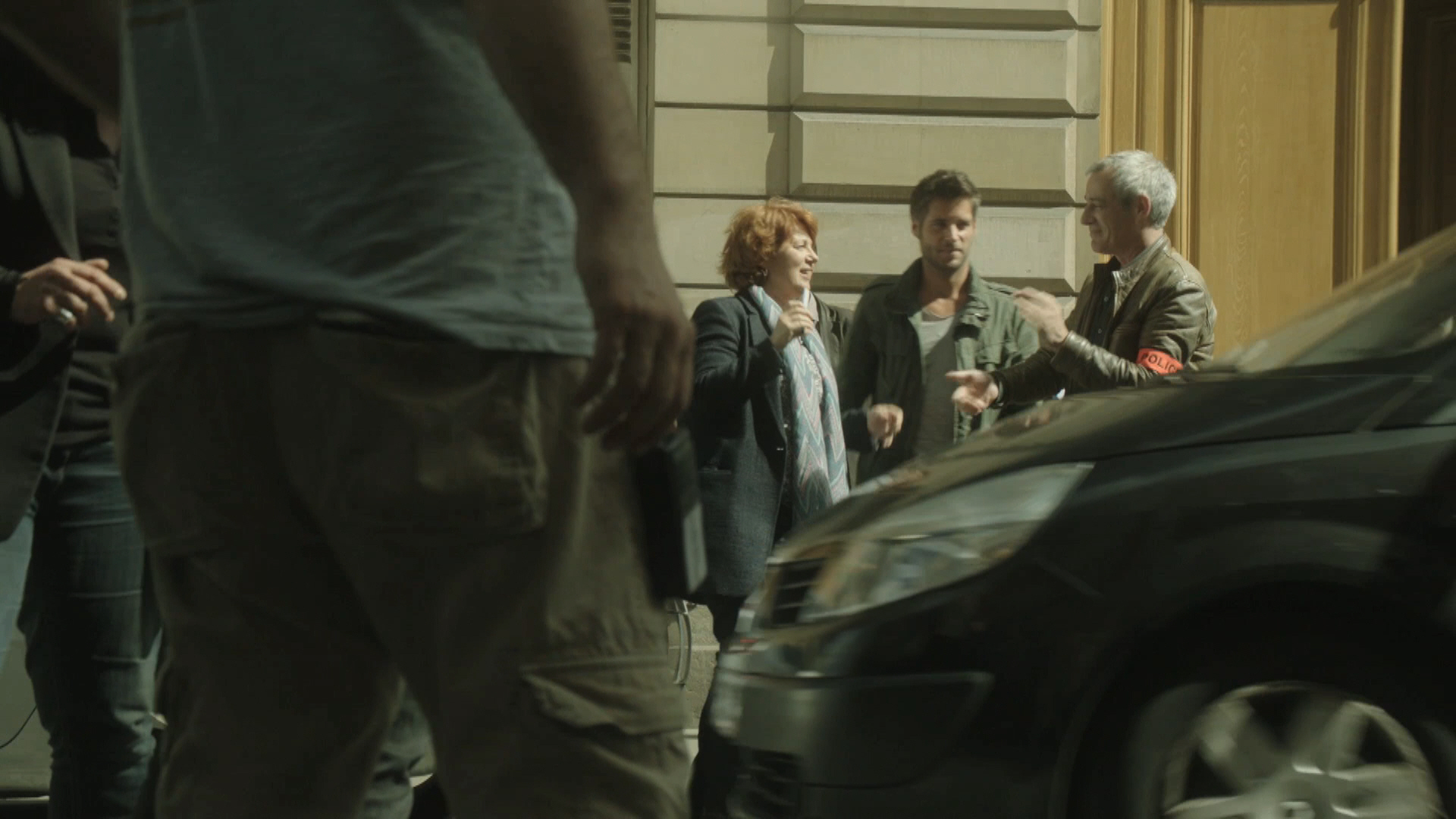
Véronique Genest, Guillaume Gabriel und Alex Waltz in der 101. und letzten Folge der Serie Julie Lescaut.

Julie Lescaut ist der Name einer französischen Krimiserie. Ihre deutsche Erstausstrahlung hatte die Serie 1995 in der ARD, danach lief sie von 1995 bis 2003 auf VOX und auch auf tm3. Bis 2014 wurden 101 Folgen gedreht.
In der Hauptrolle spielt Véronique Genest die Kommissarin Julie Lescaut. Zahlreiche französische Filmstars (Claude Jade, Audrey Tautou, Rufus) und auch Deutsche (z. B. Mariele Millowitsch) spielten in den Filmen der Krimi-Reihe.

## Handlung
Die geschiedene Kriminalkommissarin der französischen Nationalpolizei, Julie Lescaut, leitet das Kriminalkommissariat in der fiktiven Kleinstadt Clairières, nicht weit von Paris. Ab der 17. Staffel spielt die Serie in Paris. Nebenhandlungen bilden die Beziehung zu ihrem geschiedenen Mann (Rechtsanwalt Maître Paul Lescaut) sowie ihren pubertierenden Töchtern Sarah und Babou.

## Produktion
Die Serie wurde vom französischen Privatsender TF1 vom 9. Januar 1992 bis 23. Januar 2014 ausgestrahlt. Produktionsstandort waren die Studios Epinay. Außenaufnahmen entstanden vor allem in Epinay sur Seine und dem benachbarten Villetaneuse.

## Serienende
Anfang April 2013 gaben TF1 und Genest die schon im Dezember 2012 getroffene Entscheidung bekannt, dass die Serie auf Grund sinkender Einschaltquoten beendet wird. In den 1990ern lag die Zuschauerzahl regelmäßig über 10 Millionen, mit einem Spitzenwert von 12,3 Millionen im April 1995. Mit der Zunahme amerikanischer Polizeiserien ab der Jahrtausendwende, sank die Zuschauerzahl im Jahresdurchschnitt auf 6,2 Millionen in 2012 nach 6,7 Millionen in 2011 und 7,1 Millionen in 2010. Die letzte Folge hatte 7,4 Millionen Zuschauer.

## Besetzung und Synchronisation
Die deutschsprachige Synchronisation entstand unter der Dialogregie von Alexandra von Grote durch die Berliner Synchron GmbH.
| Rollenname                                                 | Schauspieler               | Staffel              | Synchronsprecher         |
| ---------------------------------------------------------- | -------------------------- | -------------------- | ------------------------ |
| Commissaire Julie Lescaut                                  | Véronique Genest           | 1 – 22               | Martina Treger           |
| Sarah Lescaut                                              | Jennifer Lauret            | 1 – 22               |                          |
| Maître Paul Lescaut                                        | Pierre-Alain Chapuis       | 1                    | Frank-Otto Schenk        |
| Maître Paul Lescaut                                        | François Marthouret        | 2 –                  |                          |
| Inspecteur später Lieutenant dann Commandant Vincent Motta | Alexis Desseaux            | 1 – 16 / 17 – 22     | Gerald Schaale           |
| Agent später Brigadier Martin Héroux                       | Pierre Cognon              | 1 – 16 / 22          |                          |
| Inspecteur später Lieutenant dann Capitaine Justin N'Guma  | Mouss Diouf                | 1 – 14 / 15          | Klaus-Dieter Klebsch     |
| Élisabeth „Babou“ Lescaut                                  | Joséphine Serre            | 1 – 14 / 22          |                          |
| Inspecteur Jean-Marie Trémois                              | Jérôme Anger               | 1 – 3 / 4            | Thomas Nero Wolff        |
| Madeleine                                                  | Blanchette Brunoy          | 1 – 3                | Bettina Schön            |
| Repoux                                                     | Pascal Bongard             | 1                    | Hans Hohlbein            |
| Agent später Brigadier-Chef Éric Léveil                    | Jean-Paul Rouve            | 2 – 8 / 9            |                          |
| Commissaire divisionnaire Leturc                           | Roland Amstutz             | 2 – 4                | Friedrich Georg Beckhaus |
| Perez                                                      | Bernard Allouf             | 2 – 4                | Klaus Lochthove          |
| Brigadier-Chef Morel                                       | Bob Martet                 | 2 – 4                |                          |
| Forensiker                                                 | Marc Monjou                | 2 – 3                | Wolf Rüdiger Reutermann  |
| Lefèvre                                                    | Marc Soriano               | 2 – 3                | Matthias Klages          |
| Brigadier-Chef                                             | Robert Lucibello           | 2                    | Roland Hemmo             |
| Delcourt                                                   | Fernand Guiot              | 2                    | Andreas Hanft            |
| Procureur Vincent Fabre                                    | Claude Brécourt            | 3 – 16               |                          |
| Pauline                                                    | Julie Marboeuf             | 3 – 4                |                          |
| Jacques Beaudoin                                           | Christian Bujeau           | 3                    | Norbert Langer           |
| Vincent Vermer                                             | Didier Flamand             | 3                    | Joachim Kerzel           |
| Carole                                                     | Claire Nebout              | 3                    | Franziska Pigulla        |
| Inspecteur später Lieutenant David Kaplan                  | Renaud Marx                | 4 / 5 – 13 / 14 / 22 |                          |
| Médecin légiste                                            | Laurent Spielvogel         | 4 – 8                |                          |
| Inspecteur Christine Delage                                | Claire Borotra             | 4                    |                          |
| Commissaire divisionnaire Alain Darzac                     | Patrick Rocca              | 5 – 16               |                          |
| Inspecteur Céline                                          | Jeanne Marine              | 5                    |                          |
| Brigadier später Chef-Brigadier Christelle Renard          | Sophie Artur               | 6 – 18 / 22          |                          |
| Lieutenant Zora Zaouida                                    | Samia Sassi                | 6 – 13 / 14 / 22     |                          |
| Commissaire Divisionnaire Briec                            | Patrice Melennec           | 6                    |                          |
| Docteur François                                           | Paul Allio                 | 9 – 16               |                          |
| Brigadier-Chef Rivet                                       | Vincent Nemeth             | 9 / 10 + 11          |                          |
| Maître Pierre Verdon                                       | François Dunoyer           | 12 – 16              |                          |
| Romain Verdon                                              | Nicolas Scellier           | 12 – 16              |                          |
| Pavel Dimitrov                                             | Loïc Nayet                 | 13 – 16              |                          |
| Lieutenant Alice Lejeune                                   | Diane Dassigny             | 14 + 15              |                          |
| Lieutenant Vincent Gautier                                 | Richaud Valls              | 14                   |                          |
| Lieutenant Yann Guélec                                     | Nicolas Villena            | 14                   |                          |
| Lieutenant Ségal                                           | Julien Cigana              | 15 + 16              |                          |
| Lieutenant Victoire Saint-Gilles                           | Nadège Beausson-Diagne     | 15 + 16              |                          |
| Lieutenant später Capitaine Roland Guéthary                | Jean-Charles Chagachbanian | 17 – 22              |                          |
| Lieutenant Gilles Garnier                                  | Guillaume Gabriel          | 17 – 22              |                          |
| Commissaire divisionnaire François                         | Stefan Godin               | 17 – 22              |                          |
| Docteur Audrey                                             | Sandra Valentin            | 17 – 21              |                          |
| Lieutenant Claire                                          | Isabelle Vitari            | 17                   |                          |
| Lieutenant Maud                                            | Sanâa Alaoui               | 17                   |                          |
| Lieutenant Kim Samay                                       | Sodadeth San               | 18 + 19 / 20         |                          |
| Lieutenant Madeleine Mille                                 | Leslie Coutterand          | 20 / 21 / 22         |                          |
| Lieutenant Caroline                                        | Charley Fouquet            | 22                   |                          |
| Procureur                                                  | Nicolas Marié              | 22                   |                          |

## Bekannte Gaststars (Auswahl)
- Bruno Todeschini: Herbier in Trafics, 1993
- Jeanne Balibar: Marika in Trafics, 1993
- Marianne Denicourt: Der Mann mit der Maske (Police des viols), 1993
- Jean-Laurent Cochet in Der Mann mit der Maske (Police de viols), 1994
- Mariele Millowitsch: Ilse in Die Spitze des Dreiecks (L'enfant témoin), 1994
- Nina Franoszek: Ellen in Die Spitze des Dreiecks (L'enfant témoin), 1994
- Walter Kreye: Wolf Urbach in Die Spitze des Dreiecks (L'enfant témoin), 1994
- François Berléand: Béchard in Sexuelle Belästigung (Harcléchards), 1994
- Corinne Le Poulain in Carols Geheimnis (Ville haute, ville basse), 1994
- Claude Jade: Estelle Toulouse in Lynchjustiz (Rumeurs), 1995
- Dora Doll: Antoinette Leroy in Selbstjustiz (Recours en grâce), 1995
- Rufus: Bellanger in Rufmord (Propagande noire), 1995
- Brigitte Auber: Madame Soulier in Offene Rechnung (Crédit revolver), 1995
- Jean-Pierre Malo: Safer in Tod einer Verlobten (La fiancée assassinée), 1995
- Catherine Hiegel: Jeanne Lesage in Böses Blut (Le secret des originies), 1996
- Bernard Verley: Maudry in Böses Blut (Le secret des origines), 1996
- Audrey Tautou: Tracy in Bal masqué, 1998
- Michel Creton: Commissaire Sylvère in Piège pour un flic, 1998
- Jocelyn Quivrin: Hervé in Destins croisées, 2000
- Georges Corraface: Boissier in L'ex de Julie, 2000
- Claude Giraud: Danteille in Soupçon d'euthanasie, 2000
- Jean Barney: Monsieur Lanoe in Beauté fatale, 2001
- Daniel Ceccaldi: Marc Vernet in Le secret de Julie, 2001
- Jean-Claude Adelin: Larcher in Le droit de tueur, 2001
- Cris Campion: Hors la loi, 2003
- Nelly Alard: Émilie Lannée in Le Mauvais fils, 2004
- Pierre Vernier: Antoine Duval in Une affaire jugée, 2005
- Jacques Spiesser: Le droit de tuer, 2007